# قرار مجلس الأمن التابع للأمم المتحدة رقم 2062
قرار مجلس الأمن التابع للأمم المتحدة رقم 2062، المتخذ بالإجماع في 26 يوليو 2012. مدد المجلس ولاية عملية الأمم المتحدة في كوت ديفوار حتى تموز/يوليه 2013.

## روابط خارجية
- نص القرار في undocs.org